# Trypanosomatida
A Trypanosomatida a Kinetoplastida egyostorú sejtje alapján felismerhető tagja. A név a görög τρυπανο, fúró és σωμα, test szavakból származik egyes fajai csavarhúzószerű mozgása miatt. Minden tagja kizárólag parazita, melyek elsősorban rovarokban élnek. Egyes nemzetségei életciklusai másodlagos gazdával rendelkeznek, mely lehet gerinces, gerinctelen vagy növény. Ezek közé tartozik néhány súlyos humán betegséget okozó faj is. Egyes fajai sejtbeli paraziták, fontos kivétel a Trypanosoma brucei.

## Orvosi jelentőség
A Trypanosomatida által okozott 3 fő humán betegség a T. brucei által okozott, cecelégy által terjesztett afrikai trypanosomiasis (álomkór), a Trypanosoma cruzi által okozott és a Triatominae által terjesztett dél-amerikai trypanosomiasis és a különböző Leishmania-fajok által okozott és Phlebotominae által terjesztett leishmaniasis

## Evolúció
A klád első ismert képviselői albi mianmari és a burdigali dominikai borostyánban megőrződött burdigali borostyánban megőrződött kihalt Paleoleishmania. Trypanosoma-fosszíliák vannak szintén a dominikai borostyánból a kihalt Trypanosoma antiquus révén.

## Rendszertan
Három nemzetség életciklusa során két gazdát fertőz meg (heteroxén), ezek a Leishmania, a Phytomonas és a Trypanosoma. A többi monoxén – életciklusa során egy gazdát fertőz. A Paratrypanosoma lehet az elsőként kifejlődött ága. 15 Trypanosomatidae-nemzetség ismert 3 csoportban (Blechomonadinae, Leishmaniinae, Strigomonadinae). A Strigomonadinae nemzetségei obligát sejtbeli Kinetoplastibacterium-fajokkal rendelkezhetnek.

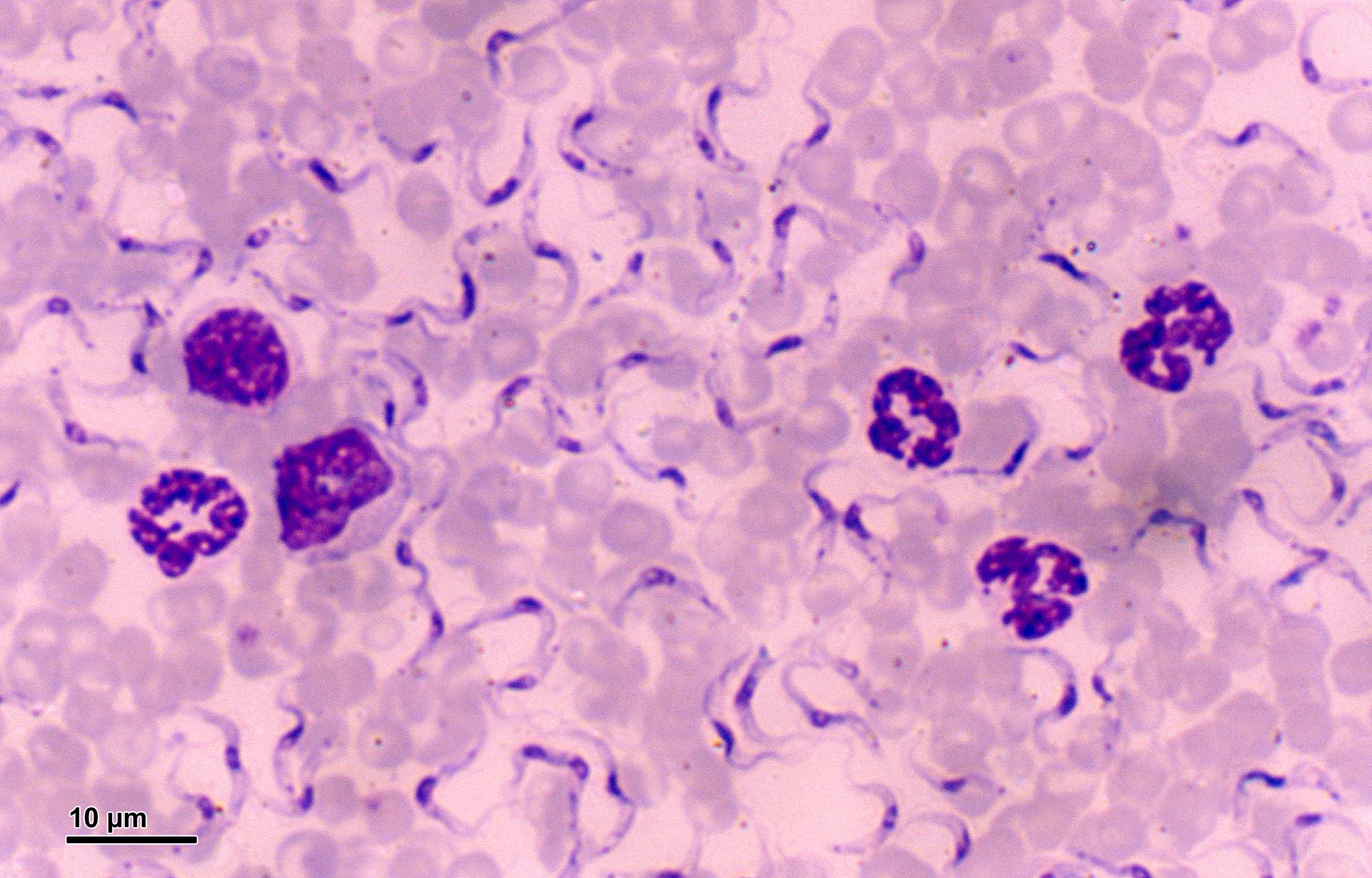
Trypanosoma equiperdum

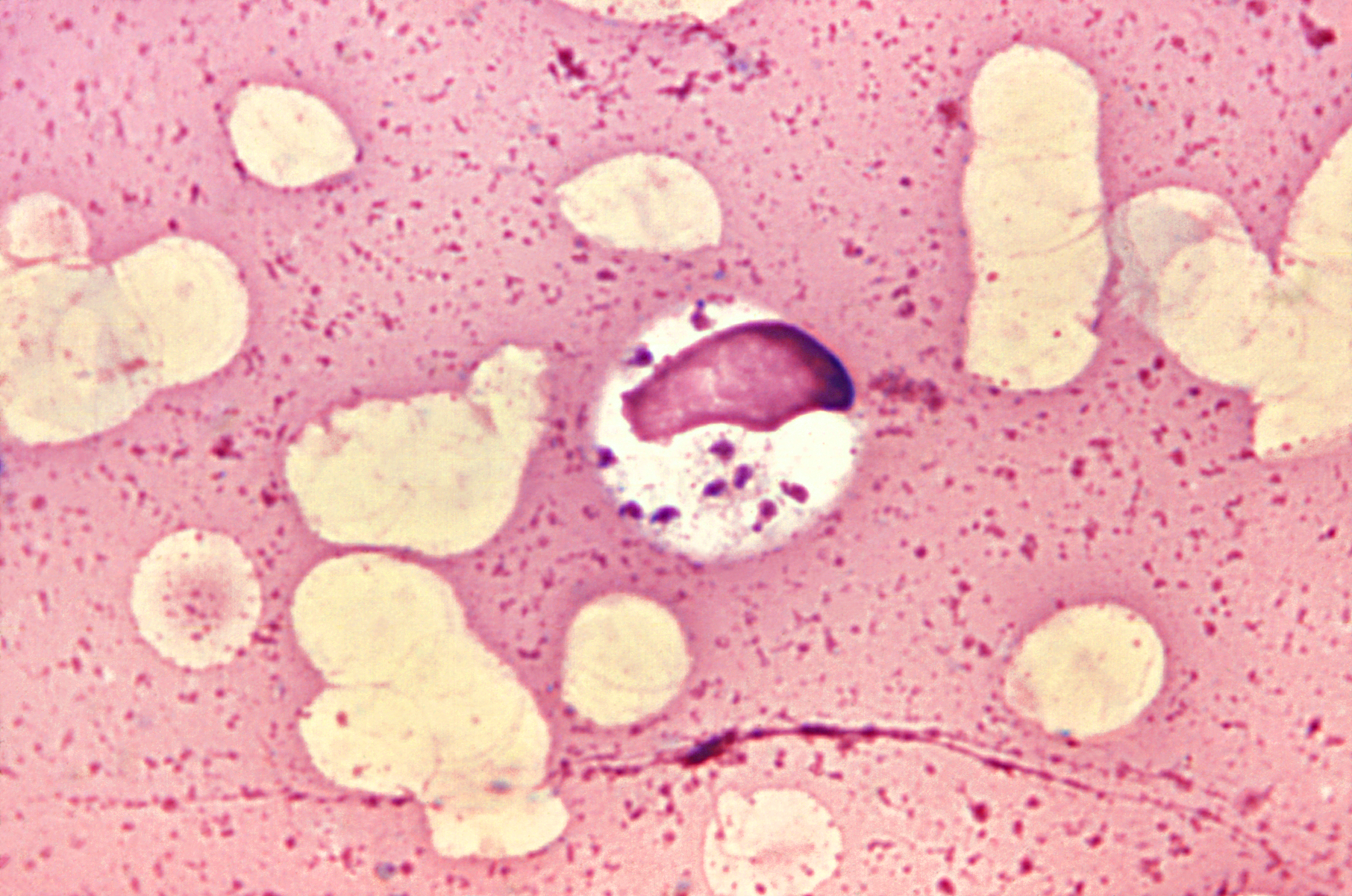
Leishmania donovani

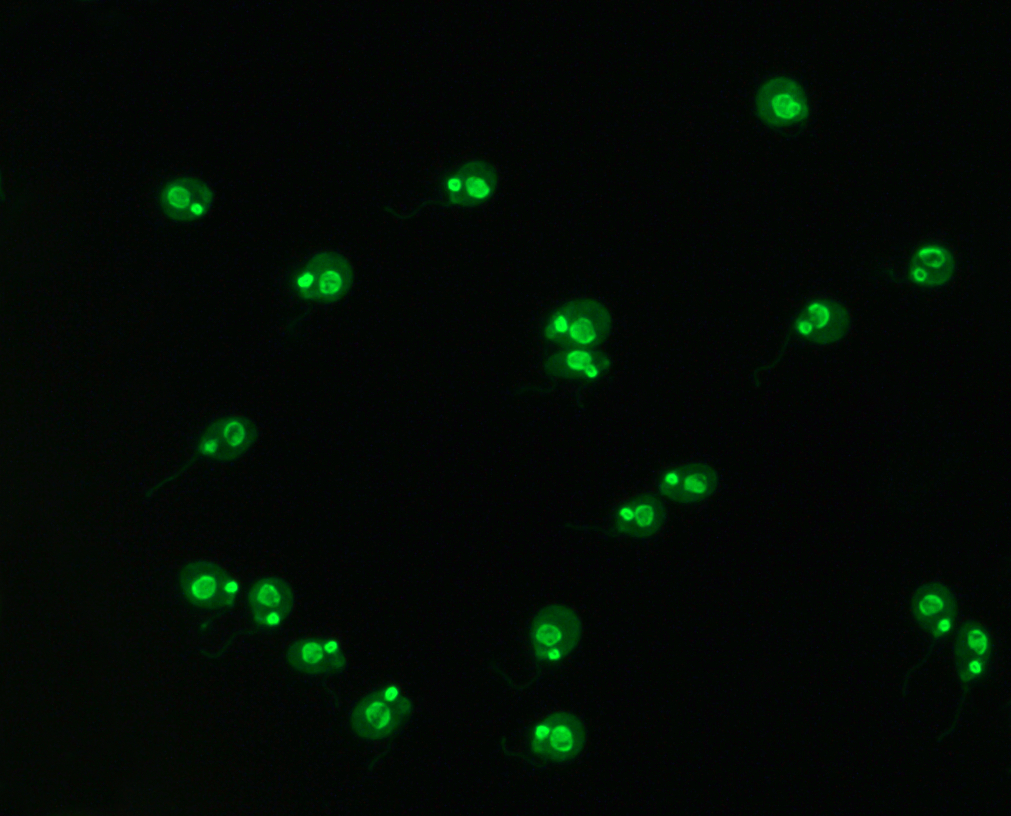
Crithidia luciliae

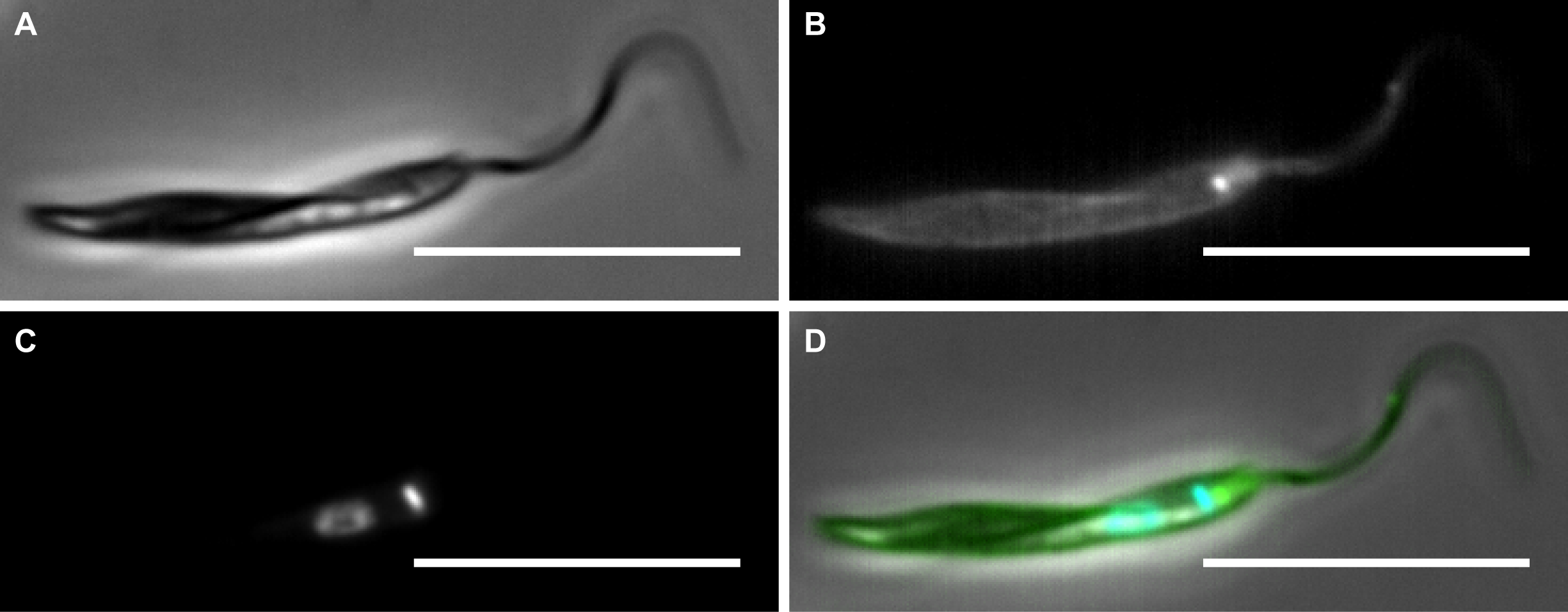
Phytomonas serpens

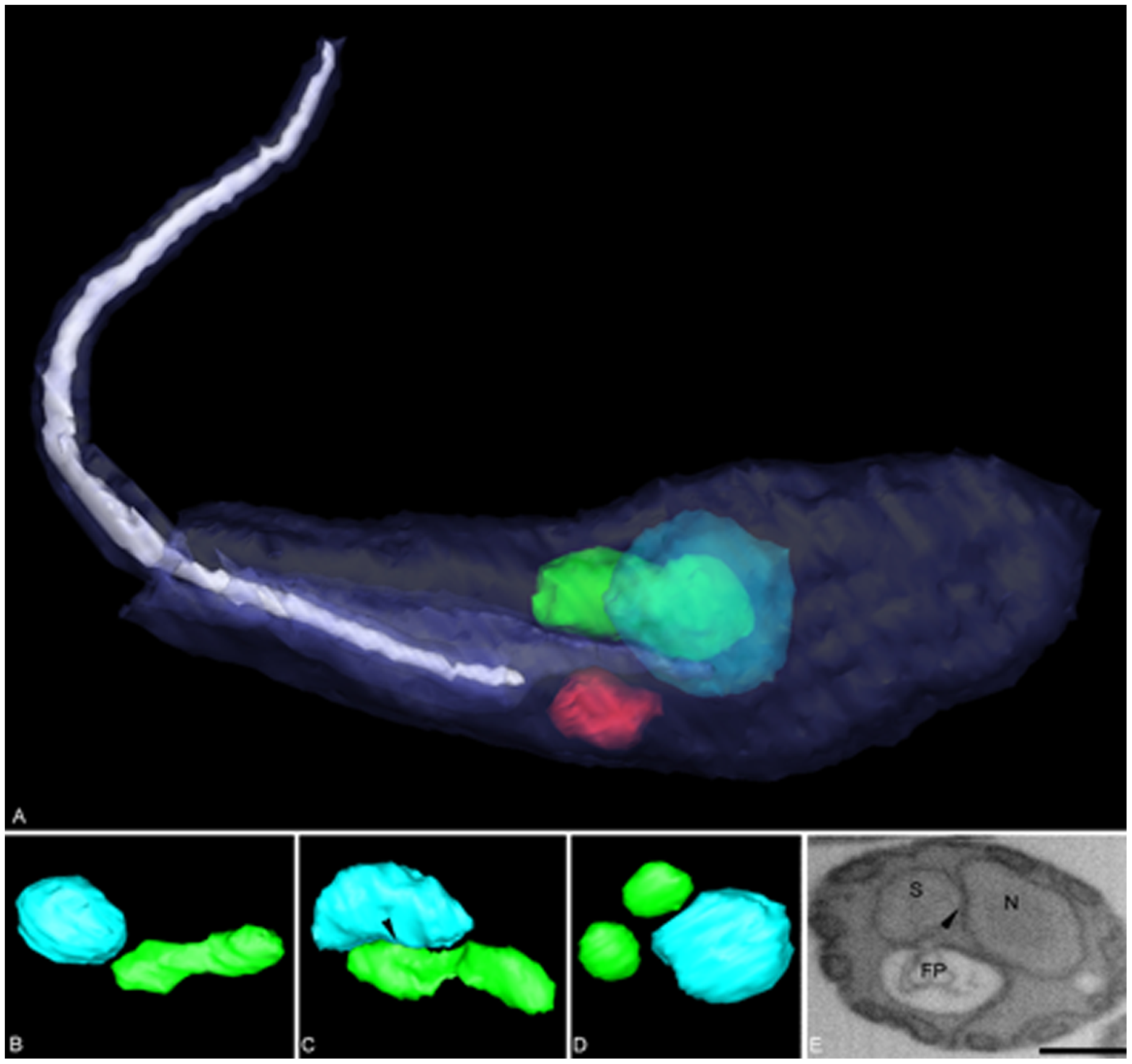
Angomonas deanei

- Trypanosomatidae Calkins 1926 [Trypanomorphidae Woodcock 1906; Trypanosomataceae Senn 1911]
  - Agamomonas Grassé 1952
  - Batracoleishmania Dasgupta 2011
  - Blastocrithidia Laird 1959
  - Cercoplasma Roubaud 1911
  - Cystotrypanosoma Roubaud 1911
  - Jaenimonas Votypka et Hamilton 2015
  - Lamellasoma Davis 1947
  - Leptowallaceina Podlipaev et Frolov 2000
  - Lewisonella Chalmers 1918 nomen dubium
  - Malacozoomonas Nicoli, Penaud et Timon-David 1972
  - Nematodomonas Nicoli, Penaud et Timon-David 1972
  - †Paleoleishmania Poinar et Poinar, 2004
  - †Paleotrypanosoma Poinar 2008
  - Paramecioides Grassé 1882
  - Sauroleishmania Ranque 1973
  - Sergeia Svobodová et al. 2007 non Stimpson 1860 non Nasonov 1923 non Sergio Manning et Lemaitre 1994
  - Trypanomonas Danilewsky 1885
  - Trypanomorpha Woodcock 1906
  - Undulina Lankester 187
  - Wallaceina Bulat, Mokrousov et Podlipaev 1999 [Proteomonas Podlipaev, Frolov et Kolesnikov 1990 non Hill et Wetherbee 1986]
  - Wallacemonas Kostygov et Yurchenko 2014
  - Paratrypanosomatinae Votýpka et Lukeš 2013
    - Paratrypanosoma Votypka et Lukes 2013

  - Trypanosomatinae
    - Trypanosoma Gruby 1843

  - Blechomonadinae Votypka et Suková 2013
  - Blechomonas Votypka et Suková 2013
  - Leishmaniinae Maslov et Lukeš 2012
    - Cladus Crithidiatae Maslov et Lukeš 2012
      - Crithidia Léger 1902
      - Leptomonas Kent 1880
      - Lotmaria Schwarz 2015

    - Cladus Leishmaniatae Maslov et Lukeš 2012
      - Borovskyia Kostygov et Yurchenko 2017
      - Endotrypanum Mesnil et Brimont 1908
      - Leishmania Ross 1903
      - Novymonas Votýpka et al. 2015
      - Paraleishmania Cupolillo et al. 2000
      - Zelonia Shaw, Camargo et Teixeira 2016

  - Phytomonadinae Kostygov et Yurchenko 2015
    - Herpetomonas Kent 1880 non Donovan 1909

  - Lafontella Kostygov et Yurchenko 2015
    - Phytomonas Donovan 1909

  - Strigomonadinae Votypka et al. 2014
    - Angomonas Souza et Corte-Real 1991
    - Kentomonas Votypka et al. 2014
    - Strigomonas Lwoff et Lwoff 1931

## Életciklus
Egyes Trypanosomatida-fajok egy gazdával rendelkeznek, míg sok más heteroxén, vagyis életciklusa során egynél több gazdafajban él. E heteroxén életciklus általában vérszívó emésztőrendszerét és gerincesszöveteket tartalmaz. Ritkább gazdák más vérszívó gerinctelenek, például piócák, és más élőlények, például növények. A különböző fajok különböző morfológiákon haladnak át életciklusuk során, a legtöbbjük legalább két különböző morfológiájú. Rovarokban általában a pro- és epimasztigóta gyakoriak, a tripomasztigóta általában emlősök vérkeringésében, az amasztigóták sejtekben.
A gyakran tanulmányozott fajok közül a T. brucei, a T. congolense és a T. vivax sejten kívüliek, a T. cruzi és a Leishmania spp. sejten belüliek. A sejten belüli állapottal rendelkező fajok δ-amasztinokat expresszálnak felszínükön. Ezek szerepét a sejtbeli sikerességben de Paiva et al. 2015-ben mutatták ki.

### Ivaros szaporodás
A világszerte ismert betegségeket, például leishmaniasist (Leishmania spp.), afrikai trypanosomiasist (T. brucei) és Chagas-kórt (T. cruzi) okozó fajok képesek meiózisra és genetikai rekombinációra. Ezek alapján képes lehet ivaros szaporodásra.

## Morfológiák

6 fő morfológiája

Számos különböző morfológiája jelenik meg életciklusában, melyeket elsősorban ostora helye, hossza és sejttesthez való rögzülése különböztet meg. A kinetoplaszt az ostor alapjánál lévő alapi testhez közel van, és minden Trypanosomatida-faj egymagvú. A legtöbb morfológia megtalálható minden Trypanosomatida-nemzetségben életszakaszként, azonban egyes morfológiák egyes nemzetségekben különösen gyakoriak. A morfológiákat eredetileg arról a nemzetségről nevezték el, ahol gyakoriak, de ez ma ritkán használatos, mert összetéveszthető a nemzetség és a morfológia neve. A modern terminológia görög eredetű: a μαστιξ, ostor szót és az ostorhelyre utaló prefixumot használják. Például az amasztigótát korábban nevezték leishmaniális formának is.
- Amasztigóta (leishmanialis):[15] Emlős sejtjében gyakori. Minden Leishmania-fajban van ilyen életszakasz, ekkor kicsi, a legkisebb eukarióták közt van. Ostora rövid, csak kevéssel emelkedik ki az ostormélyedésből.
- Promasztigóta (leptomonadalis):[15] Rovarban gyakori. Az ostor a maghoz képest elöl van, és közvetlenül az elülső sejttestből indul ki. A kinetoplaszt a sejttest elülső végéhez közel, a mag előtt van.
- Epimasztigóta (crithidialis):[15] A Crithidia és a Blastocrithidia rovarparaziták gyakori életszakasza. Az ostor a sejtből a mag előtt lép ki, és a sejttesthez hossza egy részében unduláló membrán kapcsolja. A kinetoplaszt a mag és az elülső vég között van.
- Tripomasztigóta (trypanosomalis):[15] A Trypanosoma gyakori szakasza emlősök vérkeringésében és légyvektorok metaciklikus szakaszában. Ekkor a kinetoplaszt a sejt hátulsó végénél van, az ostort hossza nagy részén unduláló membrán kapcsolja össze.
- Opisztomasztigóta (herpetomonadoid):[15] Ritka morfológia a mag mögötti, hosszú bemélyedésen áthaladó ostorral.
- Endomasztigóta:[16] Az ostor nem emelkedik ki az ostormélyedésből.

## Egyéb jellemzők
A Trypanosomatida jellemzői még az RNS-transz-splicing és a glikoszóma, ahol a glikolízis nagy része történik. Az acidokalciszómát először a Trypanosomatidában azonosították.

### Bakteriális endoszmibionta
6 Trypanosomatida-fajról ismert, hogy rendelkezik egy Betaproteobacteria-endoszimbiontával (TPE, Trypanosomatida-proteobakteriálisendoszimbionta). E fajok (Strigomonas oncopelti, S. culicis, S. galati, Angomonas desouzai és A. deanei) az SHT-k (szimbiontával rendelkező Trypanosomatida-fajok). E szimbionták közös eredetűek, és a Kinetoplastibacterium tagjai.
Sok szimbiontához hasonlóan jelentősen redukálódott genomja a Taylorella és Achromobacter nemzetségbeli szabadon élő rokonaihoz képest. A GTDB szerint a Diaphorina citri szimbiontája, a Proftella testvércsoportja). Egyedül nem tud élni, mert fontos biológiai funkciókhoz szükséges géneket vesztett el, ehelyett gazdájukat használja fel. Osztódásuk a gazdáéval szinkronná vált. Például a S. culicisban a TPE segíti a gazdát hem és fontos enzimek szintézisével, és a kinetoplaszthoz rögzül.

## Fordítás
Ez a szócikk részben vagy egészben  a   Trypanosomatida című angol Wikipédia-szócikk ezen változatának fordításán alapul.  Az eredeti cikk szerkesztőit annak laptörténete sorolja fel. Ez a jelzés csupán a megfogalmazás eredetét és a szerzői jogokat jelzi, nem szolgál a cikkben szereplő információk forrásmegjelöléseként.